# Луїс Ніренберг
Луїс Ніренберг, або Луї Ніренберґ (англ. Louis Nirenberg; 28 лютого 1925, Гамільтон, Онтаріо, Канада — січень 2020) — американський математик канадського походження, який вважається одним з видатних аналітиків XX століття. Ніренберг є дійсним членом Американського математичного товариства та Національної академії наук США, а також іноземним членом Національної академії наук України.

## Життєпис
Луїс Ніренберг народився у канадськомі місті Гамільтон (Онтаріо). Освіту бакалавра здобув у університеті Макгілла, а докторський ступінь у Нью-Йоркському університеті. У 1947 році почав працювати в Інституті математичних наук імені Р. Куранта в Нью-Йорку.
У 1959 році Ніренбергу була присуджена премія імені М. Бохера, у 1982 році він став лауреатом премії Крафорда в області нелінійних диференціальних рівнянь спільно з Володимиром Арнольдом, а в 1994 році — лауреатом премії Стила. У 2010 році Ніренберг здобув Премію Черна. Також у 2010 році йому було присвоєно звання доктора наук (Honoris causa) в Університеті Британської Колумбії.
Помер у січні 2020 року.